# Szczupak czarny
Szczupak czarny (Esox niger) – gatunek drapieżnej, słodkowodnej ryby szczupakokształtnej z rodziny szczupakowatych (Esocidae), opisany naukowo przez Lesueura w 1818 r. na osobnikach odłowionych z jeziora Saratoga (Hrabstwo Saratoga w USA). Traktowany jako ryba wędkarska.

## Zasięg występowania i biotop
Ameryka Północna: wschodnia Kanada wzdłuż wybrzeża Oceanu Atlantyckiego, wschodnie Stany Zjednoczone po Oklahomę na południu i na zachód po Teksas. W wielu miejscach został introdukowany, między innymi w Kanadzie, w zlewniach jezior Ontario i Erie oraz w innych dorzeczach na zachód po Kolorado. Występuje w licznych populacjach, w znacznej części swojego zasięgu występowania jest pospolity. Spotykany w różnych środowiskach: od płytkich czystych wód przybrzeżnych po głębokie części jezior i głębsze górskie potoki.

## Cechy charakterystyczne
Ciało raczej smukłe, bocznie ścieśnione, najwyższe w środkowej części. Głowa duża, bez pokrywy łuskowej, w górnej części wgłębiona. Pysk długi, szeroki i zaokrąglony z dużym, prawie poziomym otworem gębowym, sięgającym do lub nieco poza krawędź źrenicy oka. Boczne zęby żuchwy i zęby na lemieszu są znacznie powiększone. Ubarwienie górnej części ciała zielonkawe, czasem bardzo ciemne, ze złoto połyskującymi łuskami. Na bokach ciała występują jasne obszary otoczone ciemnymi znakowaniami. Brzuch blady. Błony płetw parzystych, grzbietowej i odbytowej są jasne. Płetwa ogonowa marmurkowa z ciemną pigmentacją u podstawy, na końcach ciemna. Źrenice żółte.
Dorosłe osobniki szczupaka czarnego osiągają maksymalnie do 1 m długości całkowitej (TL) i 4,3 kg masy ciała. Przeciętna długość ciała to około 42 cm.

## Biologia i ekologia
Zasiedla zbiorniki wodne porośnięte roślinnością: jeziora, bagna, rozlewiska, spokojne potoki, małe i średnie rzeki. Preferuje zarośnięte rzeki i przybrzeżne strefy jezior. Występuje również w głębokiej i zimnej wodzie słabo lub wcale nie porośniętej roślinami. Może przebywać w ciepłej wodzie. Wykazuje tolerancję na wodę kwaśną (pH do 3,8) i o znacznym zasoleniu – zimą może wstępować do wód słonawych. Dorosłe szczupaki migrują zimą do głębszych wód, podejmując migracje tarliskowe w kierunku brzegu wkrótce po zejściu wiosennego lodu. Młode osobniki zazwyczaj pozostają nieruchomo w pobliżu brzegu lub zagrzebują się w błocie. Gatunek jajorodny. Tarło odbywa się na zalanych brzegach strumieni, jezior i stawów. Ikra opada i przykleja się do  dna lub roślinności. Larwy kryją się wśród roślin.
Pokarm szczupaka czarnego, podobnie jak u Esox americanus, stanowią głównie ryby (około 72%), przy czym dominują karpiowate (około 30%), a na drugim miejscu okoniowate (5–8%).

## Znaczenie gospodarcze
Ryba o niedużym znaczeniu gospodarczym. Jest poławiana przez wędkarzy.

## Status i zagrożenia
Gatunek ten figuruje w Czerwonej księdze gatunków zagrożonych Międzynarodowej Unii Ochrony Przyrody (IUCN) w kategorii najmniejszej troski (LC). Nie stwierdzono dla niego istotnych zagrożeń.